# Warren (New Hampshire)
Warren város az USA Hampshire államában. Lakosainak száma 825 fő (2020. április 1.).

## Népesség
A település népességének változása:

| 2010 | 904 |
| 2020 | 825 |